# کانتری راک
کانتری راک (انگلیسی: Country rock) زیرگونه‌ای از موسیقی عامه‌پسند است که از تلفیق سبکهای راک و کانتری در اواخر دههٔ ۱۹۶۰ و اوایل ۱۹۷۰ پدید آمد. موسیقی‌دانان این سبک ترانه‌های راک را با تم‌ها و سبک خوانندگی کانتری می‌آمیختند و از سازبندی متفاوتی بهره می‌گرفتند که معمولاً شامل گیتار پدال‌فولادی نیز می‌شد.
کانتری راک با باب دیلن و گروه بردز مطرح شد و در دههٔ ۱۹۷۰ با هنرمندان و گروه‌هایی همچون امیلو هریس، استیو ارل، ایگلز و مایکل نسمیت به اوج محبوبیت رسید. این سبک بر کار هنرمندان دیگر سبکها نیز تأثیر گذاشت؛ موسیقی‌دانان و گروه‌هایی نظیر گریت‌فول دد، د بند، رولینگ استونز، کریدنس کلیرواتر ریوایول و جرج هریسون.